# Gottfried Wals
Gottfried Wals (Colònia, 1595 - Calàbria, 1638) va ser un pintor alemany del Barroc, paisatgista en petit format, de vegades sobre coure.

## Biografia
Molt poc se sap de Gottfried Wals. Probablement va néixer a Colònia (Alemanya). Va viure en diverses ciutats italianes com Nàpols, Roma i Gènova. A Nàpols, va fer coloracions de «paper imprès». Va arribar a Roma al voltant de l'any 1615. Va ser assistent del pintor Agostino Tassi i el va ajudar en els seus treballs en oli. En la tardor de 1616, Tassi el va agredir amb cops de bastó i va acabar a la presó després que Wals presentés una denúncia contra ell. En 1617, Wals va viure amb el pintor Massimo Stanzione, prop de la Porte Santo Spirito, en un barri de Trastevere. En 1620, Wals va viatjar a Roma, on va ser alumne de Claude Lorrain. En 1623 va anar a Gènova, on Antonio Travi va ser el seu alumne.
Wals va ser influenciat per Adam Elsheimer. Seguint el seu exemple, va executar pintures de paisatges sobre coure, de format petit i de gran delicadesa, en què «els tons càlids de l'atmosfera romana s'observen intensament, sens dubte a través d'estudis sobre el motiu». Aquest aspecte del seu treball, sens dubte va ser influència de Claude Lorrain.

## Obres

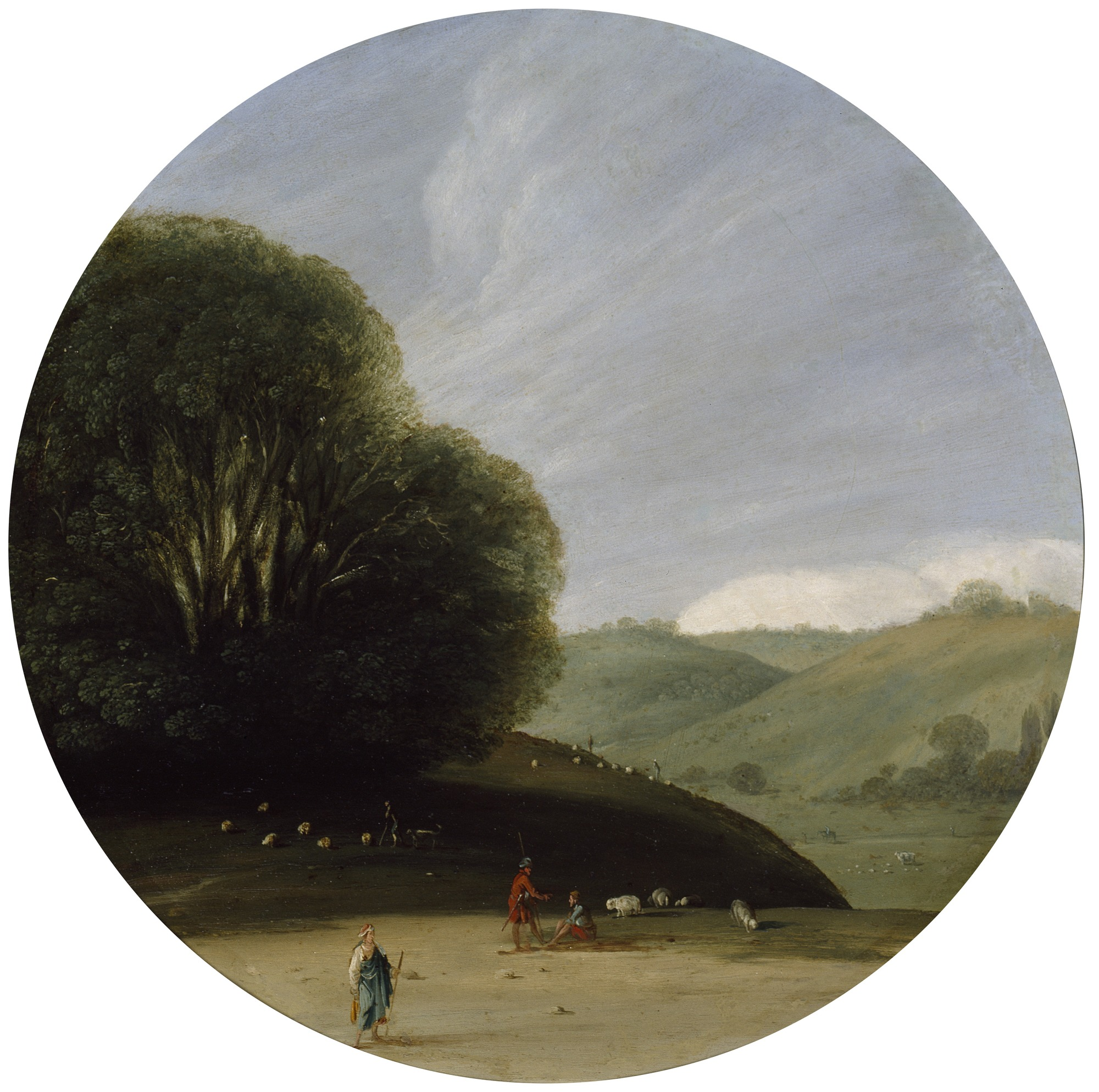
Paisatge pastoral

- Els murs de Roma, National Gallery, Londres.
- Paisatge amb Crist i Sant Joan Baptista (1638), tondo de 29 cm, National Gallery of Scotland, Escòcia.
- Paisatge amb figures pastorals, Ashmolean Museum, Universitat d'Òxford.
- Paisatge de descans durant a fugida d'Egipte (1619), oli sobre coure, 24,5 cm × 34,6 cm, The National Museum of Western Art, Tòquio.
- Paisatge amb un camí prop d'una casa (vers 1620), tondo de 23,5 cm, Kimbell Art Museum, Fort Worth, Texas; una segona versió d'aquest tondo, una mica més grab (24,5 cm) es troba al Museu Fitzwilliam de Cambridge.
- Casa en construcció (al voltant de 1623), oli sobre coure, tondo de 23,5 cm, Kunsthalle de Bremen.